# Taça da Liga
Puchar Ligi Portugalskiej (port. Taça da Liga) – cykliczne piłkarskie rozgrywki pucharowe w Portugalii, utworzone w 2007 r. na podobieństwo Pucharu Portugalii, w których mogą uczestniczyć wyłącznie portugalskie drużyny klubów Primeira Liga i Liga Portugal 2. Organizatorem zmagań jest Liga Portuguesa de Futebol Profissional.

## Historia
W sezonie 2007/08 startowały pierwsze oficjalne rozgrywki o Puchar Ligi Portugalskiej, po tym, jak propozycja Sportingu i Boavisty została zatwierdzona przez członków LPFP 28 listopada 2006 roku. Pierwszy finał rozegrano 22 marca 2008 roku. W tym meczu Vitória Setúbal pokonała po dogrywce 0:0 w rzutach karnych 3:2 Sporting CP.
Nazwy sponsorskie:
- 2007–2010: Carlsberg Cup
- 2010-2011: Bwin Cup
- 2011-2015: brak sponsora
- 2015-2018: Taça CTT (sponsor - CTT Correios de Portugal)
- od 2018: Allianz Cup

## Format
Od inauguracyjnego sezonu 2007/08 format turnieju zmieniał się wiele razy. W turnieju występują kluby z pierwszego (Primeira Liga) i drugiego (Liga Portugal 2) szczebla rozgrywkowego. Rozgrywany jest systemem jesień–wiosna. Prowadzono jeden lub dwa mecze na boisku jednej z walczących drużyn. W przypadku remisu po upływie regulaminowego czasu gry przeprowadzana jest dogrywka. Jeżeli i ona nie wyłoni zwycięzcy, to od razu zarządzana jest seria rzutów karnych. Od sezonu 2010/11 do sezonu 2023/24 obowiązywał następujący format:
- Pierwsza runda: Drugoligowe drużyny podzielone na cztery grupy po cztery zespoły, każdy z każdym gra trzy mecze. Dwóch najlepszych awansuje do następnej rundy.
- Druga runda: mecz i rewanż pomiędzy ośmioma drużynami z pierwszej rundy, dwoma promowanymi do pierwszej Ligi oraz sześcioma najgorszymi z poprzedniego sezonu Primeira Liga.
- Trzecia runda: cztery grupy po cztery zespoły każda, składające się ze zwycięzców drugiej rundy oraz ośmiu zespołów, które zajęły miejsca od 1 do 8 w poprzednim sezonie Primeira Liga. Awansują tylko zwycięzcy grup.
- Faza pucharowa: Oba półfinały i finał rozgrywane są w pojedynczym meczu.

Wraz z sezonem 2024/25 doszło do reformy rozgrywek, którego wynikiem było zmniejszenie ilości uczestników z 34 do 8 oraz zlikwidowanie fazy grupowej. Wszyscy uczestnicy zaczynają od 1/4 finału, na każdym etapie drużyny grają po jednym meczu. W premierowym sezonie zaplanowano półfinały i finał na jednym obiekcie – Estádio Dr. Magalhães Pessoa. Do udziału w zreformowanych rozgrywkach ma prawo 6 najlepszych drużyn I szczebla rozgrywkowego oraz 2 najlepsze drużyny II szczebla rozgrywkowego. Zmiany te spowodowały niezadowolenie wśród kibiców.
Zwycięzca Pucharu Ligi nie otrzymuje prawa do gry w europejskich pucharach.

## Zwycięzcy i finaliści
| Sezon                                                         | K | K | T | Zwycięzca       | Wynik            | Finalista         | Data, miejsce                                            | Br. | Król strzelców                                                  | Uwagi     |
| Puchar Ligi Portugalskiej w piłce nożnej (port. Taça da Liga) |   |   |   |                 |                  |                   |                                                          |     |                                                                 |           |
| 2007/08                                                       |   |   | 1 | Vitória Setúbal | 0:0 pd. (k. 3:2) | Sporting          | 22.03.2008, Estádio Algarve, Faro/Loulé, 30.000          | 5   | Matheus                                                         | 32 kluby  |
| 2008/09                                                       |   |   | 1 | Benfica         | 1:1 pd. (k. 3:2) | Sporting          | 21.03.2009, Estádio Algarve, Faro/Loulé, 28.182          | 4   | Liédson                                                         | 32 kluby  |
| 2009/10                                                       |   |   | 2 | Benfica         | 3:0              | FC Porto          | 21.03.2010, Estádio Algarve, Faro/Loulé, 23.430          | 3   | Carlão                                                          | 32 kluby  |
| 2010/11                                                       |   |   | 3 | Benfica         | 2:1              | Paços de Ferreira | 23.04.2011, Estádio Cidade de Coimbra, Coimbra, 26.222   | 5   | Hugo Vieira                                                     | 32 kluby  |
| 2011/12                                                       |   |   | 4 | Benfica         | 2:1              | Gil Vicente       | 14.04.2012, Estádio Cidade de Coimbra, Coimbra, 23.452   | 4   | Miguel Rosa, Baba Diawara, Rodrigo                              | 32 kluby  |
| 2012/13                                                       |   |   | 1 | Braga           | 1:0              | FC Porto          | 13.04.2013, Estádio Cidade de Coimbra, Coimbra, 18.519   | 5   | Rabiola, Rafael Porcellis, Fabrício, Josué                      | 32 kluby  |
| 2013/14                                                       |   |   | 5 | Benfica         | 2:0              | Rio Ave           | 07.05.2014, Estádio Dr. Magalhães Pessoa, Leiria, 23.119 | 3   | Tozé Marreco, Jackson Martínez, Moreira, Ricardo Pessoa, Wágner | 33 kluby  |
| 2014/15                                                       |   |   | 6 | Benfica         | 2:1              | Marítimo          | 29.05.2015, Estádio Cidade de Coimbra, Coimbra, 28.517   | 5   | Jonas                                                           | 36 klubów |
| 2015/16                                                       |   |   | 7 | Benfica         | 6:2              | Marítimo          | 20.05.2016, Estádio Cidade de Coimbra, Coimbra, 28.878   | 4   | Raúl Jiménez, Talisca                                           | 37 klubów |
| 2016/17                                                       |   |   | 1 | Moreirense      | 1:0              | Braga             | 29.01.2017, Estádio Algarve, Faro/Loulé, 6.713           | 4   | Welthon                                                         | 35 klubów |
| 2017/18                                                       |   |   | 1 | Sporting        | 1:1 pd. (k. 5:4) | Vitória Setúbal   | 27.01.2018, Estádio Municipal de Braga, Braga, 24.137    | 5   | Gonçalo Paciência                                               | 33 kluby  |
| 2018/19                                                       |   |   | 2 | Sporting        | 1:1 pd. (k. 3:1) | FC Porto          | 26.01.2019, Estádio Municipal de Braga, Braga, 25.213    | 4   | Paulinho, Dyego Sousa                                           | 32 kluby  |
| 2019/20                                                       |   |   | 2 | Braga           | 1:0              | FC Porto          | 25.01.2020, Estádio Municipal de Braga, Braga, 23.794    | 4   | Ricardo Horta, Soares                                           | 34 kluby  |
| 2020/21                                                       |   |   | 3 | Sporting        | 1:0              | Braga             | 23.01.2021, Estádio José Alvalade, Lizbona, 0            | 3   | Paulinho                                                        | 8 klubów  |
| 2021/22                                                       |   |   | 4 | Sporting        | 2:1              | Benfica           | 29.01.2022, Estádio Dr. Magalhães Pessoa, Leiria, 20.622 | 4   | Gustavo Sauer                                                   | 34 kluby  |
| 2022/23                                                       |   |   | 1 | FC Porto        | 2:0              | Sporting          | 28.01.2023, Estádio Dr. Magalhães Pessoa, Leiria, 19.263 | 8   | Paulinho                                                        | 34 kluby  |
| 2023/24                                                       |   |   | 3 | Braga           | 1:1 pd. (k. 5:4) | GD Estoril Praia  | 27.01.2024, Estádio Dr. Magalhães Pessoa, Leiria, 18 989 | 4   | Clayton                                                         | 34 kluby  |
| 2024/25                                                       |   |   | 8 | Benfica         | 1:1 pd. (k. 7:6) | Sporting          | 11.01.2025, Estádio Dr. Magalhães Pessoa, Leiria, 20.736 |     |                                                                 | 8 klubów  |

Uwagi:

- wytłuszczono i kursywą oznaczone zespoły, które w tym samym roku wywalczyły mistrzostwo i Puchar kraju (dublet),
- wytłuszczono zespoły, które zdobyły mistrzostwo kraju,
- kursywą oznaczone zespoły, które zdobyły Puchar kraju.

## Statystyka

### Klasyfikacja według klubów
W dotychczasowej historii finałów o Puchar Ligi Portugalskiej na podium oficjalnie stawało w sumie 11 drużyn. Liderem klasyfikacji jest Benfica, która zdobyła trofeum 8 razy.
Stan na 12.01.2025. 
| Lp. | Klub              | Zdobywca | Finalista | Zwycięskie sezony      | Przegrane finały       |   |   |                                                |      |
| --- | ----------------- | -------- | --------- | ---------------------- | ---------------------- | - | - | ---------------------------------------------- | ---- |
| Lp. | Klub              | 1.       | Benfica   | Zwycięskie sezony      | Przegrane finały       | 8 | 1 | 2009, 2010, 2011, 2012, 2014, 2015, 2016, 2025 | 2022 |
| 2.  | Sporting          | 4        | 4         | 2018, 2019, 2021, 2022 | 2008, 2009, 2023, 2025 |   |   |                                                |      |
| 3.  | Braga             | 3        | 2         | 2013, 2020, 2024       | 2017, 2021             |   |   |                                                |      |
| 4.  | FC Porto          | 1        | 4         | 2023                   | 2010, 2013, 2019, 2020 |   |   |                                                |      |
| 5.  | Vitória Setúbal   | 1        | 1         | 2008                   | 2018                   |   |   |                                                |      |
| 6.  | Moreirense        | 1        | 0         | 2017                   |                        |   |   |                                                |      |
| 7.  | Marítimo          | 0        | 2         |                        | 2015, 2016             |   |   |                                                |      |
| 8.  | Paços de Ferreira | 0        | 1         |                        | 2011                   |   |   |                                                |      |
| 8.  | Gil Vicente       | 0        | 1         |                        | 2012                   |   |   |                                                |      |
| 8.  | Rio Ave           | 0        | 1         |                        | 2014                   |   |   |                                                |      |
| 8.  | GD Estoril Praia  | 0        | 1         |                        | 2024                   |   |   |                                                |      |

### Klasyfikacja według miast
Stan na 12.01.2025.
| Miasto             | Liczba tytułów | Kluby                           |
| ------------------ | -------------- | ------------------------------- |
| Lizbona            | 12             | SL Benfica (8), Sporting CP (4) |
| Braga              | 3              | SC Braga (3)                    |
| Moreira de Cónegos | 1              | Moreirense FC (1)               |
| Porto              | 1              | FC Porto (1)                    |
| Setúbal            | 1              | Vitória Setúbal (1)             |